# Morane-Saulnier L

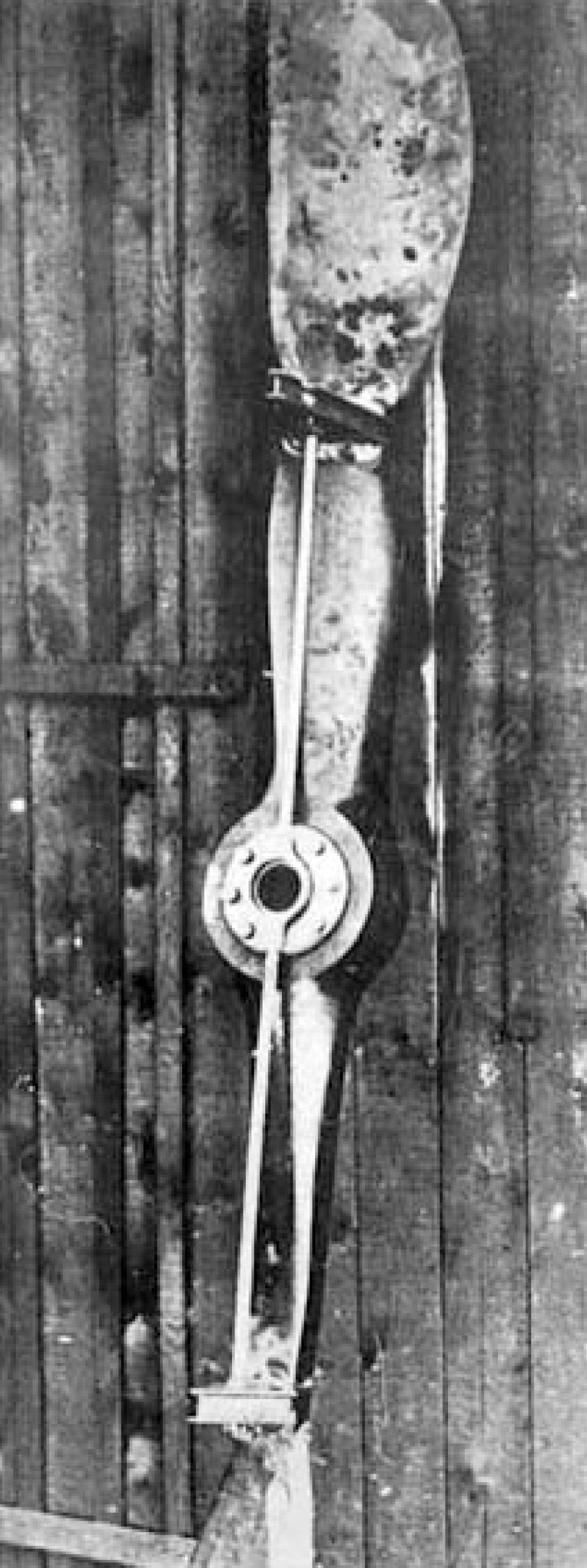
Повітряний гвинт з відбивачами куль, витягнутий німецькими військами з уламків аероплана Morane-Saulnier L, що ним пілотував Ролан Гаррос.

Morane-Saulnier L, також відомий як Morane-Saulnier Type L — французький аероплан-парасоль часів Першої світової війни. Після озброєння кулеметом, стріляв через гвинт, став одним з перших успішних винищувачів.

## Історія
На початку Першої світової війни французькою армією була замовлена велика партія літаків цього типу під військовим найменуванням M.S.2. Спершу літак використовувався як розвідувальний, потім як бомбардувальник. Французькі пілоти Жільбер та Пюшедрон 10 січня 1915 року на літаку Morane-Saulnier Type L збили перший німецький літак-розвідник.
Згодом початкове озброєння карабінами було замінене на значно ефективніші кулемети. Щоб захистити гвинт літака від пошкоджень власними кулями, Сольньє розробив пристрій, який блокував гвинт під час стрільби, проте цей пристрій функціонував не дуже надійно. Водночас знаменитий французький льотчик Ролан Гаррос, який випробовував літаки Моран-Сольньє, помітив, що лише кожен десятий постріл приходиться на гвинт, тож він вирішив просто зміцнити його за допомогою металевих пластин, що мали клиноподібну форму й відбивали кулі під безпечним для льотчика кутом. Такий гвинт хоч і сповільнював літак, проте з'явилася можливість вести прицільний вогонь. Так був винайдений перший літак-винищувач зі стаціонарним озброєнням.
1 квітня 1915 року Ролан Гаррос провів перший успішний повітряний бій на цьому літаку з застосуванням кулемета Hotchkiss M1909. Невдовзі Ролан Гаррос мав зробити вимушену посадку на німецькій території, й таким чином німецькі фахівці довідалися про французький винахід.
Три літаки цього типу були на озброєнні в армії УНР.

## Льотні дані

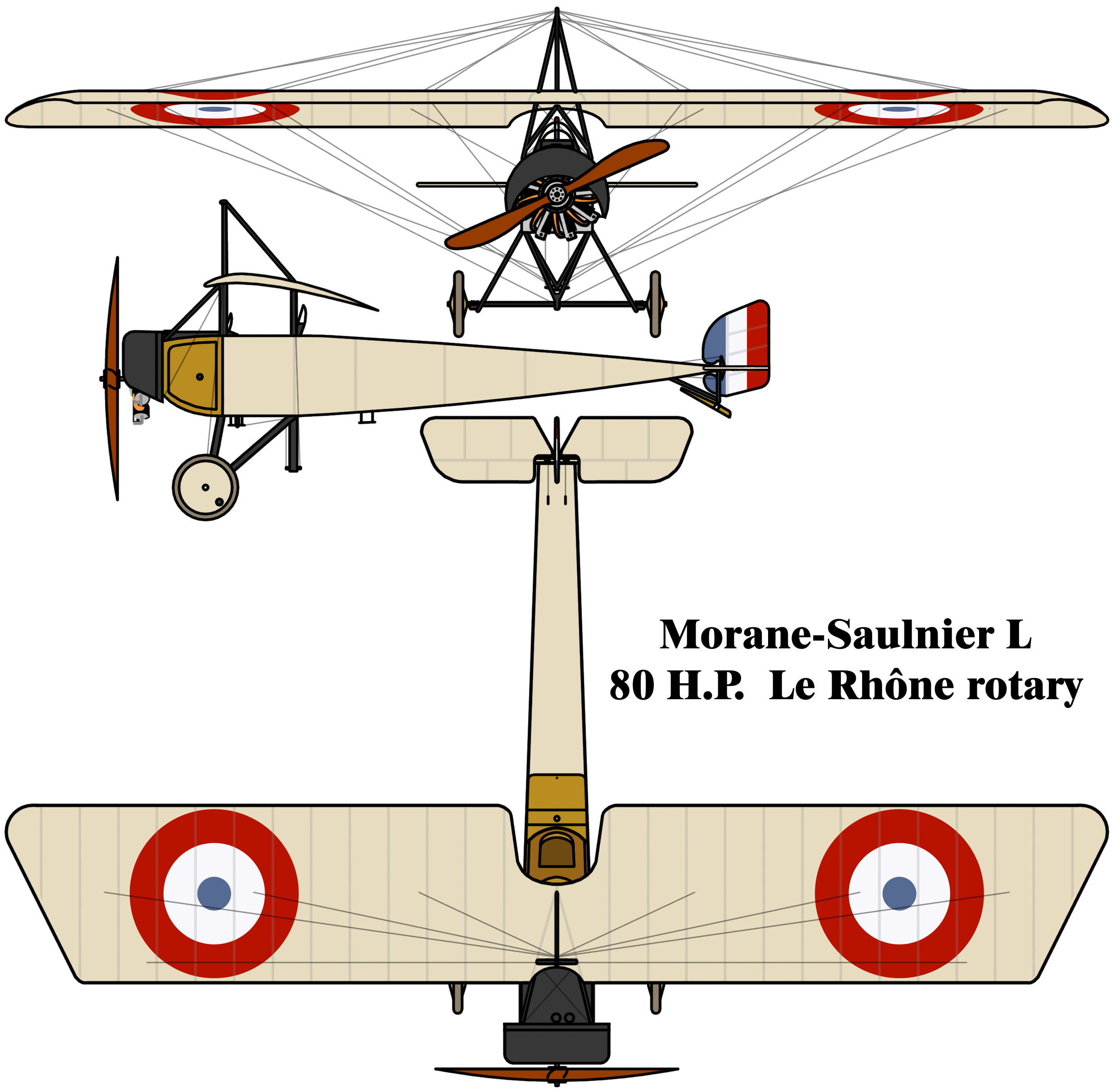
Morane-Saulnier L

Основні характеристики
- Екіпаж: 1 або 2
- Довжина: 6,88 м.
- Висота: 3,93 м.
- Розмах крила: 11,2 м.

- Площа крила: 18,3 м ²
- Маса порожнього: 393 кг
- Маса спорядженого: 677,5 кг

Льотні характеристики
- Максимальна швидкість: 125 км/год
- Практична дальність: 450 км
- Практична стеля: 4000 м

Озброєння
- Стрілецько-гарматне: один 8-мм кулемет Hotchkiss або 7,7-мм кулемет Vickers, або один Lewis